# Cheng’an
Der Kreis Cheng’an (chinesisch 成安縣 / 成安县, Pinyin Chéng’ān Xiàn) ist ein Kreis der bezirksfreien Stadt Handan im Süden der chinesischen Provinz Hebei. Der Kreis liegt im Südosten von Handan. Er hat eine Fläche von 478,6 km² und zählt 377.398 Einwohner (Stand: Zensus 2010). Sein Hauptort ist die Großgemeinde Cheng’an (成安镇).

## Administrative Gliederung
Auf Gemeindeebene setzt sich der Kreis aus vier Großgemeinden und fünf Gemeinden zusammen. 